# حسين آباد عليا (مقاطعة دلفان)
حسين‌آباد عليا (بالفارسية: حسین‌آباد علیا) هي قرية تقع في قسم كاكاوند الشرقي الريفي (مقاطعة دلفان) في إيران. يقدر عدد سكانها بـ 160 نسمة .